# Бурый цвет
Бурый цвет —  Современное значение слова это (кроме окраса животных, птиц и цвета шерсти)  оттенки серовато-коричневого ,"земляной" цвет(напр. бурый уголь)
Цвет наиболее подходящий по RAL это 7034
Заимствование из тюркских языков, первоначально означал «рыже-красный» и широкий спектр цветов от оттенков коричневого(по цвету бурого медведя) до серого(смурого), от орехового до "искрасна черноватого".

## Значение слова вМалом академическом словареЕвгеньевой А. П.[3]
бу́рый, -ая. -ое; бур,-а́, - о. Серовато-коричневатый. Перед ним открылась коричневая продвигающаяся поверхность реки, с бурым мокрым песком на берегах и отмелях. Л. Толстой, Казаки. [Степь] лежала по обе стороны реки, громадная, бурая, сожженная солнцем. М. Горький, Дед Архип и Ленька. || Темно-коричневый с красноватым отливом (о масти лошади). Бурый конь. ◊ Бурый железняк — железная руда, важная по техническому значению. Бурый медведь — вид медведя различной окраски: от рыжей до черновато-коричневой. Бурый уголь — низший сорт каменного угля, по качеству приближающегося к торфу.

## Значение слова  в  словаре русского языка Ефремовой Т. Ф.[4]
бурый прил.
1) Серовато-коричневый.
2) Темно-коричневый с красноватым отливом (о масти, шерсти животного).

## Значение слова  в«Словаре русского языка» Ожеговаконец XX века[2]
БУРЫЙ, -ая, -ое; бур, бура и бура, буро.
1. Серовато-коричневый или серовато-рыжий. Бурая окраска. Б. уголь (горючее ископаемое - уголь, по качеству близкий к торфу).
2. О масти, шерсти: черный с коричневатым отливом. Б. медведь (один из видов медведей).

## «Толковый словарь русского языка» Ушакова середина XX века[1]
БУРЫЙ, бурая, бурое; бур, бура, буро.
Серовато-коричневый.
|| Черный с красноватым отливом (о масти лошади, о цвете шерсти).
Бурый медведь. Бурая лисица. Не велеть ли в санки кобылку бурую запречь? Пушкин. Бурый уголь (спец.) - низший сорт каменного угля, по свойствам приближающийся к торфу.

## Толковый словарь живого великорусского языкаДаля XIX век[5]
БУРЫЙ, цвет кофейный, коричневый, ореховый, смурый; искрасна черноватый; такая же конская масть, между рыжею и вороною. Бурый железняк, вид железной руды. Бурый уголь, вид каменного угля. Бурая лиса, у которой по темно-бурой, голубоватой шерсти белесоватая ость, в крапинах. Бурая пшеница, темная, крупная зерном, но в размоле дает более отрубей. Ни сиво, ни буро, ни то, ни сё. Бурнастый, о мехе, особ. лисьем, рыже-бурый, без черноты и огневой красноты. Буреть, становиться бурым, изменять цвет свой на бурый. -ся, издали виднеться, казаться бурым. Что-то буреется на средине горы, видно глина. Бурка об. или бурко м. конь бурой масти; иногда кличка бурой собаки. Хорошо на бурку валить: бурка все свезет. Умыкали бурку крутые горки. Сивка-бурка, вещий каурка, в сказках, конь и сивый, и бурый, и каурый. Бурена, -нка, -нушка, бурешка, буреха ж. бурая корова. У нашей у буренушки на боку жбан? печь и казенка. Буришка об. пск. общая кличка поросят. Буркосмый конь, бурый, с богатым хвостом и гривой. Бурец, буряк, бурячок м. тул. серяк, смуряк, бурый или серый мужичок, сермяжник. Бурошерстый, буроперый, животное в шерсти, в перьях бурой масти

## Этимология слова

### Этимологический словарь русского языка Крылова Г. А.[6]
Бу́рый. Заимствование из тюркских языков, где бур имеет значение «рыже-красный» и восходит (через персидский) к индоевропейскому bher — «светло-коричневый».

### Этимологический словарь русского языка Макса Фасмера[7]
Бу́рый, см. еще Дан. Зат. (XII в.) 27, грам. 1579 г. (Дювернуа, Др.-русск. сл. 9), укр. бу́рий, польск. bury «темно-серый». || Созвучные слова есть и в вост. и в зап. языках. Отсутствие этого слова в чеш., в.-луж., н.-луж., словен. говорит в пользу вост. происхождения, тем более что названия лошадиных мастей (ср. ка́рий, була́ный и т. п.), как правило, заимств. из тюрк. Заимств. через посредство тур. bur «рыжей масти» из перс. bōr «гнедой, рыжей масти»; ср. др.-инд. babhrúṣ «рыжевато-бурый, гнедой»; см. Mi. TEl. I, 269, Доп. 1, 18; 2, 90; EW 24; Корш, AfslPh 9, 493 и сл.; Преобр. 1, 54. Гораздо менее вероятно заимств. из лат. burrus «багряный», вопреки Бернекеру (1, 102 и сл.), Маценауэру (LF 7, 17 и сл.), Брюкнеру (50). [Иначе см. Махек, Etym. slovn. 51. — Т.]

## Интересные факты
Для указания на неопределённый, смешанный цвет часто используют выражение «серо-буро-малиновый»

### В различных культурах
- Бурый цвет в узелковой письменности инков кипу (в колониальных источниках обозначался как земляной) — обозначал «подчинение», «общественный порядок», «правление», «управление»; например, осуществление подчинения правителем Инкой таких-то провинций (во время завоевания). А также — картофель (при наличии ключа в главном шнуре кипу)[8]. Этот цвет упоминается только в письменных источниках; вероятнее всего, он сопоставим с одним из тонов коричневого цвета…